# Vallejo
Vallejo – miasto w hrabstwie Solano, w stanie Kalifornia, w Stanach Zjednoczonych. Port przy ujściu rzeki Napa do zatoki San Pablo. Miejscowość liczy ok. 116 tys. mieszkańców.
W mieście rozwinął się przemysł młynarski oraz mięsny.
Miasto Elmore w serialu Niesamowity świat Gumballa jest wzorowane na Vallejo.
W 1929 r. w mieście została założona Akademia Morska.

## Miasta partnerskie
- Norwegia: Trondheim
- Japonia: Akashi
- Tanzania: Bagamoyo
- Filipiny: Baguio
- Włochy: La Spezia
- Korea Południowa: Jincheon

## Ludzie związani z Vallejo
W Vallejo urodziła się Natalie Coughlin, amerykańska pływaczka, dwunastokrotna medalistka olimpijska, piętnastokrotna medalistka mistrzostw świata i była rekordzistka świata.